# Oliver Ganz
Oliver Ganz (* 24. Dezember 1963 in Marburg) ist ein deutscher Musiker, der elektronische Musik komponiert, produziert und live spielt.

## Leben
Die Anfänge des Musikers begannen in den frühen 1980er-Jahren, als er sich erstmals Synthesizern widmete und dabei von Jean Michel Jarre, Kraftwerk, Tomita oder Tangerine Dream inspirieren ließ.
1988 gründete er zusammen mit Ian Brown die Band IBOG, welche keinerlei Bedeutung erlangte und sich bald wieder auflöste. 1990 begann Oliver Ganz damit, alleine elektronische Musik zu komponieren und vermarktete diese an Werbeagenturen und Hersteller von Telefonanlagen. 1992 veröffentlichte er sein erstes Solo-Album First Steps auf CD.
Bis 2002 hatte der Musiker 6 Alben aufgenommen, unter anderem sein bis zu diesem Zeitpunkt erfolgreichstes Werk Dance of the Arpeggiators. Im Januar 2002 erweckte der Titel dieses Albums Aufsehen in der EM-Szene und verschaffte Oliver Ganz Auftritte in der WDR-Sendung „Schwingungen Radio auf CD“, der WDR-Bürgerfunksendung „Traumklang“ sowie der spanischen Sendung „A ultima Fronteira“. Es folgten Live-Auftritte im Grugapark in Essen sowie beim SynGate-Festival auf Burg Satzvey, weiterhin 2003 zwei Ehrungen als bester Newcomer der EM-Szene.
Bis 2005 veröffentlichte Oliver Ganz zwei weitere Alben. Eines davon war Phases of Death, bei dem sich der Künstler erstmals musikalisch mit einem für die Szene bis dahin fremden Thema befasste. Auf dem Album versuchte der Künstler das Sterben musikalisch zu erfassen. Das sehr ernsthafte Thema wurde in der Elektronik-Szene nicht als Thema für ein Elektronikalbum akzeptiert und zum Flop. 2006 veröffentlichte Oliver Ganz sein Album ThrEEEvolutions. Dieses Konzeptalbum beschreibt die Evolution aus Oliver’s Sicht im weitesten Sinne, darwinistisch, technisch, religiös. Nach kleineren Startschwierigkeiten wurde dieses Album das erfolgreichste des Musikers und wurde bisher in Deutschland, den Niederlanden, England, Spanien und Russland erfolgreich verkauft.
Von 2007 bis 2008 arbeitete Oliver Ganz als Songwriter / Komponist in einem Musikerprojekt namens Sanavé. Es handelt sich dabei um eine aus drei Musikern bestehende Band, welche die Mystik von Engeln im weitesten Sinne zum Inhalt ihrer Produktionen gemacht hat. Mit Oliver Ganz zählen auch Chantal Hartmann und Jevaleo zu den Bandmitgliedern. Sanave war 2007 mit ihrem ersten Album In Touch with Angels sehr erfolgreich und knüpfen 2008 mit dem neuen Album In Love with Angels an diesen Erfolg an. Nach Erscheinen des 2. Albums verließ Oliver Ganz das Projekt Sanavé.
2009 gründete er in Frankfurt eine Coverband, die ausschließlich die Musik der britischen Band Pink Floyd live nachspielt und seit 2010 auf deutschen Bühnen zu sehen ist. Er selbst spielte hier bis 2013 die Keyboards, Synthesizer, Sampler und Orgeln.
Im August 2011 ist nach längerer Zeit wieder ein Studioalbum von Oliver Ganz erschienen. Die Produktion namens V-RA kann von der ebenfalls im August 2011 komplett überarbeiteten Internetpräsenz des Musikers direkt in CD-Qualität angehört werden. Der Künstler schweigt sich bisher über die Bedeutung des Namens V-RA komplett aus. Auf seiner Internetseite beschreibt er das Album als eine Hommage an alle Künstler, die ihn zum Musikmachen inspirierten.
Seit März 2017 gibt es auf der Internetseite von Oliver Ganz einen unscheinbaren neuen Eintrag im Menü: „Jubiläum!“. Dahinter verbirgt sich nicht weniger als sein neuestes Album Next Steps, welches – wie zuvor das Album V-RA – ebenfalls kostenlos erhältlich ist und über die Webseite angehört oder heruntergeladen werden kann.
Stilistisch ist die Musik von Oliver Ganz seit 1992 einem stetigen Wandel unterlegen und entwickelt sich von der bekannten Elektronik der 80er / 90er eher weg. Frühere Produktionen ließen sich in die klassische Berliner Schule einordnen, wenngleich deren Regeln vom Künstler zugunsten einer reichhaltigeren Komposition nicht immer Beachtung fanden.
Auf neueren Alben finden sich immer öfter auch Elemente des Progressive Rock, was besonders bei den Titeln Trip to wherever und D-EBBE Flight auf V-RA zu hören ist.
Bei D-EBBE handelt es sich um das Kennzeichen eines viersitzigen Sportflugzeuges, zu dessen Eigentümergemeinschaft auch der ältere Bruder von Oliver Ganz zählt.

## Privates
Oliver Ganz ist Vater zweier Kinder.

## Diskografie
- First Steps (1992)
- Want more (1996)
- Natural Blue (2000)
- Sleep well (2001)
- Journey to nowhere (2002)
- Dance of the Arpeggiators (2002)
- Take off (Livemitschnitt 2003)
- Live @ Satzvey Castle (Livemitschnitt 2004)
- Phases of Death (2004)
- ThrEEEvolutions (2006)
- V-RA (2011)
- Next Steps (2017)
- Welcome to Vega (2019)
- Disabled (2020)